# Thorney Island (Londres)

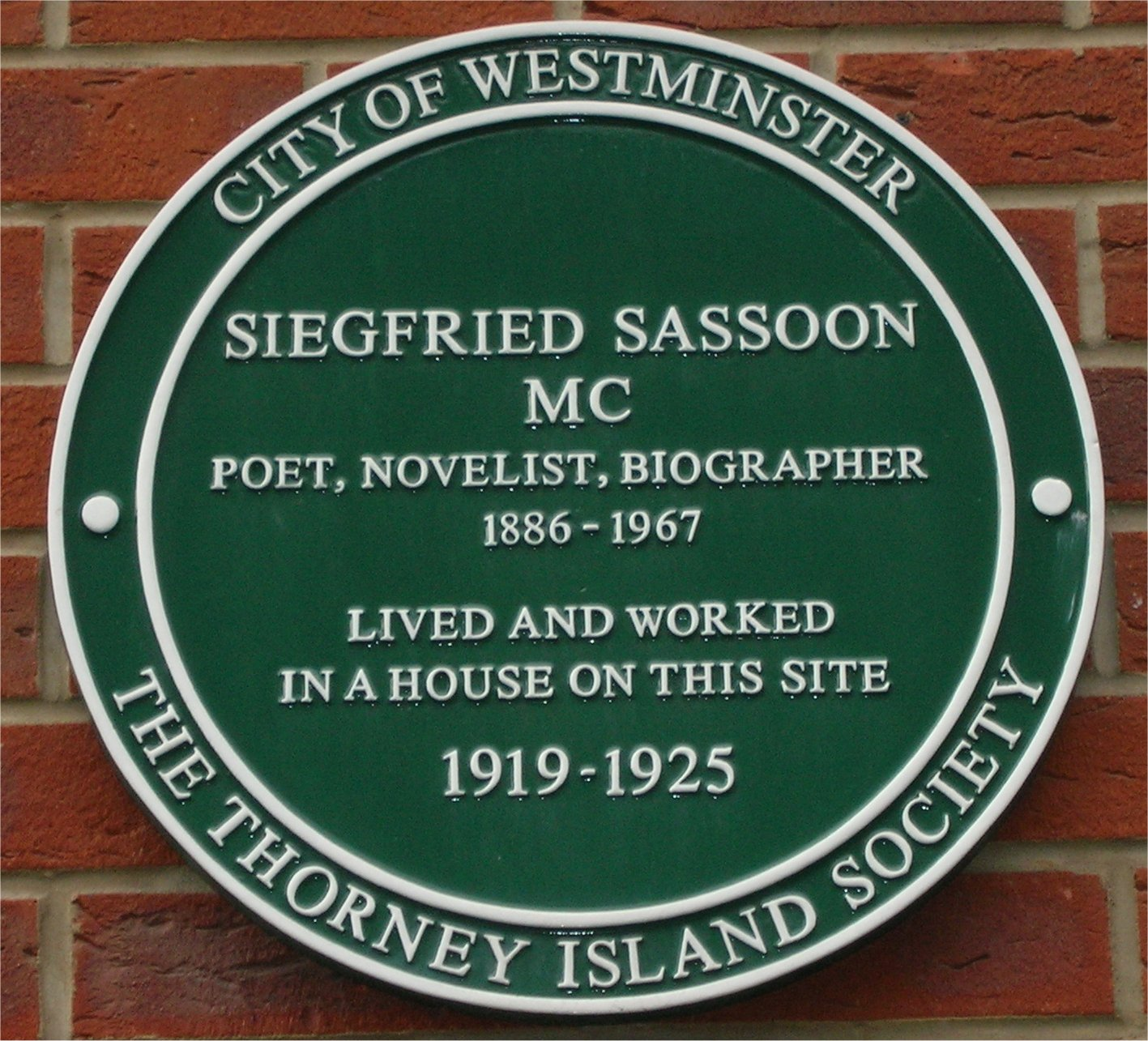
Placa en la casa de Siegfried Sassoon en Tufton Street, Westminster, Londres, premiada por la Sociedad Thorney Island Society.

Thorney Island fue una isla en el río Támesis, río arriba del Londres medieval, donde se construyeron la Abadía de Westminster y el Palacio de Westminster (más conocido como las Casas del Parlamento). Se forma con los afluentes del río Tyburn, el cual confluye en el Támesis cerca al punto más bajo, donde puede ser vadeado desde el banco norte en marea baja.
Thorney es descrita en una supuesta carta del Rey Offa, la cual es conservada en la Abadía de Westminster, como un "lugar terrible" — para el deleite de las generaciones de estudiantes del Westminster School quien son hoy en día habitantes permanentes de Thorney Island. 
A pesar de las incursiones de naves vikingas durante los siguientes 300 años, los monjes domesticaron las zarzas, hasta que por la época de Eduardo el Confesor se lo consideró "un lugar agradable, rodeado de tierra fértil y campos verdes". El Abbey's College Garden permanece muy bien cuidado, casi mil años después, siendo de esta manera el jardín más antiguo de Inglaterra.
El nivel de la tierra ha cambiado, de la misma manera que el terraplén del Támesis ha desaparecido. En la actualidad no hay señales de la existencia de Thorney Island. El nombre sólo ha permanecido gracias a la calle Thorney Street, a espaldas del edificio del Servicio de inteligencia MI5, pero una organización local establecida por June Stubbs en 1976 toma el nombre de Sociedad Thorney.